# Ultimul post de control (film)
Ultimul post de control (titlul original: în italiană L'Agnese va a morire) este un film dramatic italian, realizat în 1976 de regizorul Giuliano Montaldo, după romanul omonim al scriitoarei Renata Viganò (1949), protagoniști fiind actorii Ingrid Thulin, Stefano Satta Flores, Michele Placido și Aurore Clément. 

## Rezumat
Al doilea razboi mondial. Agnese, o spălătoreasă din Comacchio (provincia Ferrara), este soția unui luptător din rezistență. Soțul ei tocmai a fost arestat și deportat într-un lagăr de concentrare unde ajunge să moară. Din loialitate față de idealul soțului, Agnese a început să sprijine gruparea de rezistență cum putea, ducându-le hrană, informații sau transfer de muniție. Acțiunea sa rămâne discretă, însă într-o zi este forțată să se alăture partizanilor. Din răzbunare, ea tocmai a omorât un soldat german care, din pură distracție, i-a împușcat pisica...

## Distribuție
- Ingrid Thulin – Agnese
- Stefano Satta Flores – comandantul
- Michele Placido – Tom
- Aurore Clément – Rina
- Ninetto Davoli – disperatul
- William Berger – Clinto
- Flavio Bucci – apulianul
- Rosalino Cellamare – Zero
- Alfredo Pea – Tonitti
- Aldo Reggiani – soldatul rătăcit
- Gino Santercole – Piròn
- Bruno Zanin – fiul lui Cencio
- Pier Giovanni Anchisi – Toni
- Roger Worrod – oficialul englez
- Mario Bardella – Magòn
- Antonio Piovanelli – ghidul
- Peter Boom – soldatul neamț
- Sergio Serafini – partizanul
- Giovanni Brusatori – Tarzan
- Eleonora Giorgi – Vandina
- Johnny Dorelli – Walter
- Agla Marsili – soția lui Walter
- Massimo Girotti – Palita
- Dina Sassoli – Minghina
- Gabriella Giorgelli – Lorenza